# Wacław Wójcik
Wacław Wójcik (19 de novembro de 1919 – 28 de dezembro de 1997) foi um ex-ciclista profissional polonês. Venceu as edições de 1948 e 1952 da Volta à Polónia.